# 男神廚房
《男神廚房》（英語：Oppa's Cuisine），香港電視廣播有限公司製作之遊戲節目，由鄭裕玲、王菀之及何廣沛主持，是無綫電視邁向55周年「台慶綜藝」之一，由「Grace One 真皮修復活肌面霜」特約贊助。節目於2021年11月1日至11月24日期間，逢星期一至三22:30至23:15於翡翠台播出，合共12集，而特別篇《男神廚房開業喇》則於12月25日週六晚20:30－21:45播映。

## 比賽方式
比賽方式進行與《美女廚房》大有不同，每星期一共三個回合，均為「自選菜式」，沒有「指定菜式」；此外，節目亦設有淘汰制。
第一回合「Do姐的味道」，由Do姐指定食材的種類，每位參賽者會獲發1,000元，然後到錄影廠外購買食材；第二回合「約會限定」，按照女嘉賓定下的情境，於廠內的食材室挑選食材並創作菜式；最後一個回合「Oppakase」（男神發辦），完全由參賽者自由發揮，挑選食材創作菜式，亦無主題上的限制。
由三位藝人聯同一位素人比拼廚藝，頭兩回合結束後，累積最低分數的參賽者會被淘汰，餘下三人繼續挑戰冠軍男神寶座。
比賽開始前，嘉賓可在參賽者的自我介紹中，猜出誰是「處男廚神」（即：從來沒有煮食經驗），被選中的參賽者須掛上處男牌子。而「處男廚神」真身會在公佈第一回合分數後揭曉。猜錯額外獲得500元打賞。
每個菜式都會由兩位女主持、兩位女嘉賓和大廚師傅評分，五位評判各有1,000元，試食後把金額分配給每位參賽者，最高1,000元，最低0元。

## 參賽者／嘉賓
粗體代表該集冠軍，斜體代表被淘汰。
| 集數 | 播映日期 | 參賽者                                                | 嘉賓評判                  |
| 1    | 11月1日  | 藝人：陳家樂、張敬軒、張振朗（處男廚神） 素人：李子熙 | 湯怡、胡定欣、Hilda師傅   |
| 2    | 11月2日  | 藝人：陳家樂、張敬軒、張振朗（處男廚神） 素人：李子熙 | 湯怡、胡定欣、Hilda師傅   |
| 3    | 11月3日  | 藝人：陳家樂、張敬軒、張振朗（處男廚神） 素人：李子熙 | 湯怡、胡定欣、Hilda師傅   |
| 4    | 11月8日  | 藝人：周柏豪、陳柏宇（處男廚神）、譚俊彥、吳業坤      | 高海寧、黃智雯、Hilda師傅 |
| 5    | 11月9日  | 藝人：周柏豪、陳柏宇（處男廚神）、譚俊彥、吳業坤      | 高海寧、黃智雯、Hilda師傅 |
| 6    | 11月10日 | 藝人：周柏豪、陳柏宇（處男廚神）、譚俊彥、吳業坤      | 高海寧、黃智雯、Hilda師傅 |
| 7    | 11月15日 | 藝人：方力申、關禮傑、周嘉洛（處男廚神） 素人：李俊樂 | 林夏薇、馮盈盈、Hilda師傅 |
| 8    | 11月16日 | 藝人：方力申、關禮傑、周嘉洛（處男廚神） 素人：李俊樂 | 林夏薇、馮盈盈、Hilda師傅 |
| 9    | 11月17日 | 藝人：方力申、關禮傑、周嘉洛（處男廚神） 素人：李俊樂 | 林夏薇、馮盈盈、Hilda師傅 |
| 10   | 11月22日 | 藝人：林德信（處男廚神）、伍允龍、張馳豪 素人：李創偉 | 伍詠薇、周汶錡、Hilda師傅 |
| 11   | 11月23日 | 藝人：林德信（處男廚神）、伍允龍、張馳豪 素人：李創偉 | 伍詠薇、周汶錡、Hilda師傅 |
| 12   | 11月24日 | 藝人：林德信（處男廚神）、伍允龍、張馳豪 素人：李創偉 | 伍詠薇、周汶錡、Hilda師傅 |

## 每集菜式
| 參賽者 | 第一回合 Do姐的味道 | 第一回合 Do姐的味道 | 第一回合 Do姐的味道             | 第一回合 Do姐的味道 | 第二回合 約會限定                     | 第二回合 約會限定                | 第二回合 約會限定 | 第二回合 約會限定 | 第三回合 Oppakase男神發辦 | 第三回合 Oppakase男神發辦 | 第三回合 Oppakase男神發辦 |
| 參賽者 | 指定食材／主題      | 自選材料            | 自選菜式名稱                    | 分數                | 主題                                  | 自選菜式名稱                     | 分數              | 首兩回合 累積分數 | 自選菜式名稱              | 自選菜式名稱              | 分數                      |
| 第一週 |                     |                     |                                 |                     |                                       |                                  |                   |                   |                           |                           |                           |
| 陳家樂 | 蝦                  | 法國螯蝦            | 情意綿綿小龍蝦                  | 1320                | 準備晚餐 向女仔表白                   | 鮑你窩心 （鮑魚石榴球）          | 1780              | 3100              | 住家餸 （炸豆腐配白飯）   | 西湖牛羹湯                | 2200                      |
| 張敬軒 | 蝦                  | 西班牙紅蝦          | 熟薏米伴哈哈蝦                  | 1650                | 準備晚餐 向女仔表白                   | 櫻花大阪燒                       | 1700              | 3350              | 愛要說出口 （香檳青口）   | 濃情化不開 （南瓜濃湯）   | 1620                      |
| 李子熙 | 蝦                  | 龍蝦                | 焗暈你龍蝦                      | 1700                | 準備晚餐 向女仔表白                   | 心動寶寶 （漢堡包伴薯條）        | 1499              | 3199              | 媽咪麵 （黑椒牛柳意粉）   | 羅宋湯                    | 1180                      |
| 張振朗 | 蝦                  | 虎蝦                | 奪命虎蝦                        | 1                   | 準備晚餐 向女仔表白                   | Show Me Your Love （粟米肉粒飯） | 24                | 25                | 淘 汰                     | 淘 汰                     | 淘 汰                     |
| 第二週 |                     |                     |                                 |                     |                                       |                                  |                   |                   |                           |                           |                           |
| 譚俊彥 | 魚                  | 三文魚              | 三文魷魚遊戲                    | 3349                | 錯過紀念日的道歉餐                    | 風乾火腿黃金炒飯                 | 2979              | 6328              | 細蝦大蝦包                | 細蝦大蝦包                | 2500                      |
| 陳柏宇 | 魚                  | 敏魚                | 初敏                            | 709 +500打賞        | 錯過紀念日的道歉餐                    | Cool Bowl 榴槤在摩天輪           | 1016              | 2225              | 諗唔到名飯                | 諗唔到名飯                | 1250                      |
| 吳業坤 | 魚                  | 鮫魚                | Seafood Plait                   | 128                 | 錯過紀念日的道歉餐                    | 萬千竉愛在業坤                   | 980               | 1108              | 魚香茄子撈麵              | 魚香茄子撈麵              | 1250                      |
| 周柏豪 | 魚                  | 龍躉                | 龍躉魚卷                        | 814                 | 錯過紀念日的道歉餐                    | Baby Let It 糕                   | 25                | 839               | 淘 汰                     | 淘 汰                     | 淘 汰                     |
| 第三週 |                     |                     |                                 |                     |                                       |                                  |                   |                   |                           |                           |                           |
| 方力申 | 辣                  | 無陰功冬蔭功        | 無陰功冬蔭功                    | 654                 | 向女方家長「提親」                    | 荀盤                             | 1701              | 2355              | 蒜心肉碎炒雞蛋            | 蒜心肉碎炒雞蛋            | 1868                      |
| 關禮傑 | 辣                  | 飄香蔬菜素食        | 飄香蔬菜素食                    | 2200                | 向女方家長「提親」                    | 乖仔炒飯甜在心                   | 1133              | 3333              | 相親相愛                  | 相親相愛                  | 1666                      |
| 周嘉洛 | 辣                  | 內鹹乾炒意粉        | 內鹹乾炒意粉                    | 580 +500打賞        | 向女方家長「提親」                    | 泰式女婿蛋                       | 1383              | 2463              | 一次燒賣                  | 一次燒賣                  | 1466                      |
| 李俊樂 | 辣                  | Carnegie's Wings    | Carnegie's Wings                | 1566                | 向女方家長「提親」                    | 風雨蠔仔粥                       | 783               | 2349              | 淘 汰                     | 淘 汰                     | 淘 汰                     |
| 第四週 |                     |                     |                                 |                     |                                       |                                  |                   |                   |                           |                           |                           |
| 張馳豪 | 雞、鴨、鵝          | 全鴨                | 綠魔 Green Goblin               | 1700                | 面對「七年之癢」 令女士重燃激情的料理 | 白裏透紅                         | 1470              | 3170              |                           |                           | 2084                      |
| 伍允龍 | 雞、鴨、鵝          | 春雞                | 永遠春雞 Forever Spring Chicken | 1150                | 面對「七年之癢」 令女士重燃激情的料理 | 咖喱雞 Passion                   | 1270              | 2420              |                           |                           | 1483                      |
| 林德信 | 雞、鴨、鵝          | 雞中翼              | 海洋風味 Ocean of Flavor        | 1200 +500打賞       | 面對「七年之癢」 令女士重燃激情的料理 | 分分鐘需要你                     | 1560              | 3260              |                           |                           | 1433                      |
| 李創偉 | 雞、鴨、鵝          | 鴨胸肉              | 我真係唔臊                      | 710                 | 面對「七年之癢」 令女士重燃激情的料理 | 流星魚                           | 700               | 1410              | 淘 汰                     | 淘 汰                     | 淘 汰                     |

## 外部連結
- 男神廚房 - 主頁 - tvb.com （页面存档备份，存于）
- 《男神廚房》開鏡拜神 Do姐期待見識張敬軒廚藝 - TVB Weekly （页面存档备份，存于）
- 錄影《男神廚房》高海寧、黃智雯狂讚譚俊彥神級廚藝 - TVB Weekly （页面存档备份，存于）

## 電視節目的變遷
| 香港 無綫電視翡翠台 星期一至三 22:30－23:15   | 香港 無綫電視翡翠台 星期一至三 22:30－23:15       | 香港 無綫電視翡翠台 星期一至三 22:30－23:15 |
| --------------------------------------------- | ------------------------------------------------- | ------------------------------------------- |
|                                               | 男神廚房 （2021年11月1日－2021年11月24日）        |                                             |
| 冰島潮什麼 （2021年10月18日－2021年10月27日） | 麻雀鬥室三決一 （2021年11月29日－2021年12月22日） |                                             |